# Paul Préaux
Paul Préaux, né le 6 octobre 1964 à Laval (Mayenne), est un prêtre catholique français, modérateur général de la Communauté Saint-Martin depuis 2010.

## Biographie
Paul Préaux entre en 1982 au séminaire de la Communauté Saint-Martin alors installée à Voltri dans l'archidiocèse de Gênes, en Italie.
Il est ordonné diacre en avril 1988 à Saint-Raphaël en France, par le cardinal Giuseppe Siri et obtient son baccalauréat de théologie.
Le 4 juillet 1989, il est ordonné prêtre à Gênes par le cardinal Giovanni Canestri.
En 1990, Paul Préaux obtient une licence canonique de théologie dogmatique à Fribourg, en Suisse, et le fondateur de la Communauté, Jean-François Guérin le nomme responsable de la maison de formation de Voltri. Il est envoyé à Rome en 1992 pour l’année d’habilitation au doctorat.
Il est professeur de théologie dogmatique dans l’école de théologie de la Communauté à partir de 1993 où il enseigne trois matières : l’eschatologie, la sotériologie et le sacrement de l’Ordre.
En 1995, Paul Préaux est nommé chapelain au sanctuaire de Notre-Dame de Montligeon (Orne).
En 2001, l’évêque de Séez, Yves-Marie Dubigeon, lui confie la charge de recteur de ce même sanctuaire, charge qu’il occupera jusqu’à son élection comme modérateur général de la Communauté Saint-Martin. Pendant cette période, don Paul est également membre du conseil presbytéral du diocèse de Séez pendant 6 ans et secrétaire du même conseil pendant 3 ans.
Parallèlement, il continue d’enseigner et d’étudier et devient docteur en théologie en 2002. Le 1er octobre 2006, les évêques de Basse-Normandie le nomment intervenant sur des questions de théologie dogmatique au CETh/Studium du séminaire de Caen.
Le 26 avril 2010, Paul Préaux est élu modérateur général de la Communauté Saint-Martin et réélu en 2016 à cette charge pour un mandat de 6 ans. Il se conforme aux recommandations du Vatican par la création en 2016 d'une année de propédeutique. Il publie en 2020 un ouvrage sur sa vision du sacerdoce et de la formation des prêtres,,.
Il est à nouveau réélu en 2022 pour un troisième et dernier mandat de 6 ans,.